# John Larsen (fodboldspiller)
 Der er flere personer med dette navn, se John Larsen (flertydig).
John Høholt Larsen (født 25. maj 1962) er en dansk, tidligere professionel fodboldspiller.

## Karriere
John Larsen indledte karrieren i Hornbæk IF, men allerede i ungdomsårene skiftede han til Lyngby Boldklub, hvor han blev udtaget til Danmark U-21 landshold. Her spillede han fire kampe og var anfører i en enkelt. I 1984 blev han udtaget til Danmarks fodboldlandshold, hvor han samme år spillede to kampe.
Det tiltrak andre klubbers opmærksomhed, og i 1989 skiftede John Larsen til Vejle Boldklub. Her blev han en del af et storhold, der bl.a. talte spillere som Preben Elkjær, Steen Thychosen og Keld Bordinggaard. Holdet skuffede, men John Larsen leverede varen og opnåede på den baggrund 17 landskampe i tiden som VB'er.
Allerede i 1991 skiftede John Larsen tilbage til Lyngby Boldklub. Han afsluttede karrieren i barndomsklubben Hornbæk IF.

## Klubber
- Hornbæk IF
- Helsingør IF
- Lyngby Boldklub
- Vejle Boldklub (71 (9))
- Lyngby Boldklub
- Helsingør IF
- Hornbæk IF